# Kaiseroda
Kaiseroda is een plaats in de Duitse gemeente Leimbach in  Thüringen. De gemeente maakt deel uit van het Wartburgkreis.  Kaiseroda ontstond in het begin van de achttiende eeuw als opvolger van het dorp Vackenroda dat verlaten werd ten gevolge van de te hoge waterstand van de Werra. Het dorp werd in 1957 samengevoegd met Leimbach.